# Цело (Ровиго)
Цело је насеље у Италији у округу Ровиго, региону Венето.
Према процени из 2011. у насељу је живело 319 становника. Насеље се налази на надморској висини од 7 м.